# Mary Tsoni
Mary Tsoni; gr. Μαίρη Τσώνη (ur. 1987 w Atenach, zm. 8 maja 2017) – grecka aktorka filmowa i wokalistka.

## Życiorys
Przed karierą aktorską była aktywna jako wokalistka zespołu punkowego. Jako aktorka najbardziej znany była z ról w filmach Evil z 2005 oraz Kieł i Evil: In the Time of Heroes z 2009. Za rolę w filmie Kieł w reżyserii Jorgosa Lantimosa zdobyła w 2009 nagrodę dla najlepszej aktorki na Festiwalu Filmowym w Sarajewie. Film ten był również nominowany do Oscara w kategorii Najlepszy Film Nieanglojęzyczny. 
Zmarła w wieku 30 lat w swoim domu w Atenach. Przed śmiercią zmagała się z depresją.